# La Belgique docile
Pour un article plus général, voir Shoah en Belgique.
La Belgique docile (en néerlandais : Gewillig België) est l’intitulé d’un rapport commandé en 2004 par le gouvernement belge, au Centre d'études guerre et société (CEGES), afin de déterminer les responsabilités des autorités belges au sujet de la spoliation et la déportation des Juifs en Belgique.

## Description
Le rapport de plus de mille pages, dont le sous-titre est Les autorités belges et la persécution des juifs en Belgique pendant la Seconde Guerre mondiale, est communiqué début 2007, après plus de deux ans de recherches. Il contribue à la reconnaissance d’un aspect méconnu de l’occupation en Belgique, en concluant à la responsabilité et à la collaboration active d’une partie des autorités quant à l’identification et à la persécution des juifs belges et étrangers.
Les auteurs sont les historiens Rudi Van Doorslaer (dir), Emmanuel Debruyne, Frank Seberechts et Nico Wouters.
Le 24 janvier 2013, à la suite d'une proposition de résolution déposée au Sénat, ce dernier approuve à l'unanimité la « responsabilité de l'État belge » pour la persécution des Juifs en Belgique pendant la Seconde Guerre mondiale.